# روپینه
روپینه، روستایی از توابع دهستان دیناران در بخش مرکزی شهرستان اردل در استان چهارمحال و بختیاری ایران است.

## جمعیت
این روستا در دهستان دیناران قرار دارد و براساس سرشماری مرکز آمار ایران در سال ۱۳۸۵، جمعیت آن ۵۲ نفر (۱۰خانوار) بوده‌است. بر اساس سرشماری مرکز آمار ایران این روستا در سال 1390، 37 نفر جمعیت (9 خانوار) و در سال 1395، 28 نفر جمعیت(7 خانوار) داشته است.
مردم روستا از ایل بختیاری طایفه کورکور زراسوند میباشند و به زبان لری بختیاری صحبت میکنند.